# 林子博
林子博（英語：Bob Lam Chi Pok，1971年7月5日—），香港主持人、主播及演員。他早年入讀皇家香港警察少年訓練學校第29期訓練班，之後於1992年拍多首寶麗金卡拉OK MTV而入行，1994年參加電視新星大賽後在亞洲電視工作，因主持《今日睇真D》而為人熟知。曾為無綫電視男藝員及主持。此外，他的女兒林詠渝也是無綫電視童星。

## 背景
林子博早年在九龍美東邨成長，畢業於華德學校（1984年）、模範英文中學（1987年中三）及皇家香港警察少年訓練學校第29期訓練班。他於1992年加入娛樂圈，在1994年因參加電視新星大賽後而加入亞洲電視。2006年離開亞視后，他加入東亞衛視，2008年東亞衛視停播後轉投無綫娛樂新聞台，曾為該台粵語主播及外景記者，無綫電視基本藝人合約男藝員。
2013年，他成為《星夢傳奇》參賽者，他在節目上爆出10年前未有向太太送上求婚鑽戒，感到遺憾，10年來將賺取的金錢，都投資在兒女及家庭上，結果情深剖白，打動人心，連帶英皇鐘錶珠寶主席楊諾思也被感動，決定贊助他，送出一枚價值99,999元的1卡多鑽戒給林太太，助子博完成心願。可惜，林子博在8月18日在節目被淘汰。

## 家庭
林子博與妻子董燕君2003年結婚。育有一子一女，女兒林詠渝是香港童星，兒子林卓楠。

### 妻子患癌
2019年4月，林子博妻子患上平滑肌肉瘤，醫療費用龐大，但無綫仍然決定不與他續約，合約在9月28日結束，幸得好友八方支援。同年12月，其太太順利完成化療。但在2020年8月起，她的身體情況出現急劇惡化，體內腫瘤不斷脹大，癌細胞更四處擴散，連進食都出現嚴重困難，林子博曾透露想帶太太到台灣接受「免疫細胞治療」，但費用昂貴，9月26日林子博在他的facebook中公開籌募費用。藝人張衛健亦有轉發相關貼文，其後林子博於10月1日宣佈已成功籌得所需費用，並透露太太病情暫時穩定。不過，他太太最終還是於2020年10月21日不敵癌魔離世。她在離世兩星期前已經簽下放棄急救書，亦同意死後將眼角膜捐出（生前肝腎肺皆得癌），她離開的時候，林子博和一對子女都陪伴在側。

### 移民
2021年8月22日晚，林子博舉家移民英國。

## 電視劇（亞洲電視）
- 1994年 《戲王之王》 飾 新影藝職員
- 1994年 《鳳凰傳説》 飾 導演
- 1994年 《洪熙官》 飾 漢人／機房仔／阿威
- 1994年 《郎心如鐵》 （又名《失落真心》）飾 億豐職員
- 1995年 《一屋兩鬼三人行》 （又名《再續隔世情》）飾
- 1995年 《包青天·義膽柔情》
- 2000年 《快活谷》 飾 浩男
- 2000年 《電視風云》飾 劉志信
- 2000年 《美麗傳說》飾 司儀
- 2001年 《騷東坡》 飾 阿滔
- 2003年 《女俠丁叮噹》
- 2005年 《爸爸向前走》 飾 Jack
- 2005年 《情陷夜中環》 飾 Peter Yuen 袁公子
- 2006年 《情陷夜中環II》飾 David

## 電視劇（無綫電視）
- 2009年 《學警狙擊》 飾 便衣警員
- 2014年 《名門暗戰》 飾 羅監製
- 2016年 《巨輪II》 飾 大佬
- 2016年 《律政強人》 飾 周國柱
- 2018年 《跳躍生命線》 飾 醫生

## 電視劇（香港電台）
- 2020年 《獅子山下》 飾 阿榮

## 电影
- 1989年 《壯志雄心》
- 1993年 《冇警時份》
- 1993年 《一本漫畫闖天涯II妙想天開》
- 1995年 《烈火戰車》
- 1999年 《1959某日某》
- 2004年 《旺角黑夜》
- 2004年 《重案黐孖GUN》
- 2004年 《新警察故事》
- 2004年 《魔幻廚房》
- 2005年 《早熟》
- 2006年 《超班寶寶》
- 2008年 《花花型警》
- 2009年 《明媚時光》
- 2011年 《竊聽風雲2》

## 主持節目

### 亞洲電視
- 今日睇真D
- 電影情報組
- 西南開發之旅

### 東亞衛視
- 今日香港
- 煮東煮西

### 無綫電視
- 娛樂新聞台
- 2013 爸B也Upgrade
- 2014 爸B也Upgrade 2
- 2015 宜室宜居有辦法
- 2018 大灣區 活好D
- 2019 歐洲鐵騎遊
- 2019 眼睛去旅行

### 香港開電視
- 2020 5個星星的晚上
- 2020 大叔要變身

## 參與節目

### 無綫電視
- 2013 星夢傳奇
- 2015 Think Big 天地
- 2016 新春開運王
- 2016 社企打工王
- 2016 男人食堂
- 2017 1+1的幸福
- 2018 海上夏日郵樂園
- 2017 請勿關燈 嘉賓

### 香港商業電台
- 2015 有誰共鳴

### 香港開電視
- 2020 我的志願速成班 嘉賓

## 派台歌曲成績
| 派台歌曲上榜最高位置 | 派台歌曲上榜最高位置 | 派台歌曲上榜最高位置 | 派台歌曲上榜最高位置 | 派台歌曲上榜最高位置 | 派台歌曲上榜最高位置 | 派台歌曲上榜最高位置 |
| -------------------- | -------------------- | -------------------- | -------------------- | -------------------- | -------------------- | -------------------- |
| 唱片                 | 歌曲                 | 903                  | RTHK                 | 997                  | TVB                  | 備註                 |
| 2020年               |                      |                      |                      |                      |                      |                      |
|                      | 男人心聲             | -                    | -                    | -                    | -                    |                      |
| 2021年               |                      |                      |                      |                      |                      |                      |
|                      | 逆水行舟             | -                    | -                    | 9                    | -                    |                      |

| 各台冠軍歌總數 | 各台冠軍歌總數 | 各台冠軍歌總數 | 各台冠軍歌總數 | 各台冠軍歌總數    |
| -------------- | -------------- | -------------- | -------------- | ----------------- |
| 903            | RTHK           | 997            | TVB            | 備註              |
| 0              | 0              | 0              | 0              | 四台冠軍歌總數：0 |

- （*）表示歌曲仍在該榜上

## 演出音樂MV和卡拉OK

### 音樂MV
- 1997 周華健 - 月滿

### 卡拉OK
- 寶麗金卡拉OK碟聖27合唱歌曲精選:《一家笑口》
- 寶麗金卡拉OK碟聖31巨星原裝金曲:《歡笑末世紀》

## 外部連結
- 子博在英國 （页面存档备份，存于） Youtube channel
- 林子博-我們這一家的Facebook專頁（页面存档备份，存于）
- 林子博的Facebook專頁